# 22 (アルバム)
『22』(トゥエンティツー)はDIMENSIONのアルバム。

## 内容
1年ぶりのアルバムは当バンドが言う「バンド史上最も攻撃的でポジティブな作品」に仕上がった。小野塚晃は、「見事にハイエナジー&構築美の曲が揃いました」「聴くと元気になる、そんなエナジードリンクの様な新作」と、コメントしている。

## 批評
CDジャーナルは「演奏も録音も小綺麗にまとめず、荒っぽいライヴ感とグルーヴを強調し、彼らの実力を見せつけてくれる」と評した。
斉田才は「いつにも増して情熱なプレイも随所に垣間聴かせながらその情熱感あふれるメロディ、グルーヴ、クールな佇まいなど…」と評した。

## 収録曲
1. Groove It
2. Silver Rash
3. My Stupid Imagination
4. Innocent Heart
5. Black Train
6. Kind Of Doubt
7. Fine
8. Why
9. Bittersweet Days
10. High Brow

作曲・編曲：DIMENSION(#ALL)

## レコーディング参加
- 増崎孝司 - ギター
- 小野塚晃 - キーボード、プログラミング、ピアノ(#1 - 3, 6)、ベース(#9)
- 勝田一樹 - サックス
  - 江口信夫 - ドラム(#10)
  - 則竹裕之 - ドラム(#2, 4, 5, 7)
  - 吉田太郎 - ドラム(#3, 6, 8)
  - 川崎哲平 - ベース(#2 - 8, 10)